# Цілозамкнута область
В комутативній алгебрі, цілозамкнутою областю A називається область цілісності яка є рівною цілому замиканню її поля часток.

## Приклади
Багато важливих областей цілісності є цілозамкнутими:
- Будь-яка область головних ідеалів (зокрема, будь-яка поле).
- Будь-яке факторіальне кільце (і, як наслідок, будь-яке кільце многочленів над факторіальним кільцем): Нехай Q — поле часток факторіального кільця A i елемент {\displaystyle r=a/b\in Q\;(a,b\in A)} — цілий над A : {\displaystyle r^{m}+c_{1}r^{m-1}+\ldots +c_{m}=0,} де {\displaystyle c_{i}\in A}. Припустимо, що a i b не мають спільних дільників (за винятком оборотних елементів). Але {\displaystyle a^{m}+c_{1}a^{m-1}b+\ldots +b^{m}c_{m}=0}, отже, {\displaystyle a^{m}} ділиться на b, що можливо лише якщо b є оборотним. Тому, {\displaystyle 1/b\in A} , і звідси {\displaystyle r\in A}.
- Будь-яка область найбільших спільних дільників (зокрема, кільце Безу чи кільце нормування).
- Будь-яке кільце Дедекінда є цілозамкнутою областю.
- Довільна симетрична алгебра над полем (оскільки кожна симетрична алгебра є ізоморфною кільцю многочленів від кількох змінних над полем).
- Регулярні локальні кільця є цілозамкнутими.
- Приклад області цілісності, що не є цілозамкнутою: нехай k — поле і {\displaystyle A=k[t^{2},t^{3}]\subset B=k[t]} (A є підалгебра породжена t2 і t3.) A і B мають однакове поле часток, і B є цілим замиканням кільця A (B є факторіальним кільцем) і тому, область A не є цілозамкнутою. Цей приклад пов'язаний з фактом, що плоска крива {\displaystyle Y^{2}=X^{3}} має особливу точку на початку координат.

## Властивості
- Нехай A — цілозамкнута область. Для довільної мультиплікативної системи {\displaystyle S\subset A} локалізація {\displaystyle S^{-1}A} є цілозамкнутою областю.

Ототожнимо {\displaystyle S^{-1}A} з підкільцем {\displaystyle \{a/s|s\in S\}} поля часток {\displaystyle Q}. Припустимо, що {\displaystyle r\in Q} є цілим над {\displaystyle S^{-1}A}, тобто {\displaystyle r^{m}+c_{1}r^{m-1}+\ldots +c_{m}=0} де {\displaystyle c_{i}=a_{i}/s}(тут {\displaystyle a_{i}\in A,\;s\in S;} очевидно, для всіх {\displaystyle c_{i}} можна вибрати спільний знаменник). Тоді{\displaystyle (sr)^{m}+a_{1}(sr)^{m-1}+sa_{2}(sr)^{m-2}+\ldots +s^{m-1}a_{m}=0,} звідки {\displaystyle sr\in A} i {\displaystyle r=sr/s\in S^{-1}A.}
- Для область цілісності A наступні умови є еквівалентними:

1. A є цілозамкнутою;
2. Ap (локалізація A за простим ідеалом p) є цілозамкнутою для кожного простого ідеалу p;
3. Am є цілозамкнутою для кожного максимального ідеалу m.

Те що локалізації за максимальними і простими ідеалами є областями цілісності є наслідком попередньої властивості. Залишається лише довести, що якщо всі локалізації A за максимальними ідеалами є цілозамкнутими, то і A є цілозамкнутою.
Нехай елемент {\displaystyle r\in Q} є цілим над A. Тоді він є цілим над всіма Am для всіх максимальних ідеалів, звідки {\displaystyle r\in \bigcap _{m\in \operatorname {Maxspec} A}A_{m}}. Тож залишається довести, що для довільної області цілісності {\displaystyle A=\bigcap _{m\in \operatorname {Maxspec} A}A_{m}}.
Нехай {\displaystyle r\in \bigcap _{m\in \operatorname {Maxspec} A}A_{m}}. Покладемо {\displaystyle I=\{a\in A|ar\in A\}}. Ця множина є ідеалом в A і для кожного максимального ідеала m в кільці A {\displaystyle I\not \subset m,} оскільки {\displaystyle r\in A_{m}} може бути записаним як {\displaystyle r=b/a} де {\displaystyle a\in A\setminus m,\;b\in A}, звідки {\displaystyle a\in I\setminus m}. Тому, {\displaystyle I=A}, отже, {\displaystyle 1\in I} i {\displaystyle r=1r\in A}.
- Натомість цілозамкнутість може не зберігатися при переході до факторкільця, наприклад кільце Z[t]/(t2+4) не є цілозамкнутим.
- Область цілісності є цілозамкнутою якщо і тільки якщо вона рівна перетину всіх кілець нормування, що містять її[1].
- Нехай A — цілозамкнута область з полем часток Q і нехай L — скінченне розширення поля Q. Тоді елемент {\displaystyle x\in L} є цілим над A, якщо і тільки якщо його мінімальний многочлен над Q має коефіцієнти у полі A.[2] Звідси випливає зокрема, що цілий елемент над цілозамкнутою областю A має мінімальний многочлен над A. Це твердження є сильнішим, ніж те, що будь-яка цілий елемент є коренем многочлена зі старшим коефіцієнтом рівним 1 і може бути неправильним без вимоги цілозамкнутості (наприклад для кільця {\displaystyle A=\mathbb {Z} [{\sqrt {5}}].}): Розглянемо розширення {\displaystyle L'\supseteq L}, таке що {\displaystyle \mu _{a}(x)=\prod _{i=1}^{m}(x-a_{i})} для деяких {\displaystyle a_{i}\in L'}. Оскільки {\displaystyle \mu _{a}(x)} є незвідним, {\displaystyle Q(a_{i})\equiv Q(a)} i цей ізоморфізм є тотожним на {\displaystyle Q}. Отже, кожен елемент {\displaystyle a_{i}} є також цілим над A. Але коефіцієнти {\displaystyle \mu _{a}(x)} є многочленами від {\displaystyle a_{i}} з цілими коефіцієнтами (елементарними симетричними многочленами), отже, вони також цілі над A. Оскільки A є цілозамкнутою областю, то всі ці коефіцієнти належать A.
- Для цілозамкнутої області A з полем часток Q справедливою є версія леми Гауса: нехай {\displaystyle f\in A[x]} — многочлен, старший коефіцієнт якого рівний 1. Нехай також {\displaystyle f=gh} де {\displaystyle f,g\in Q[x]} і старший коефіцієнт {\displaystyle g} рівний 1. Тоді {\displaystyle g\in A[x].}

Достатньо довести це твердження для незвідного g. Розглянемо будь-який його корінь a в деякому розширенні поля Q. Оскільки {\displaystyle f(a)=0} , то a є цілим над A. Але {\displaystyle g(x)=\mu _{a}(x)} (оскільки g є незвідним), отже, згідно попередньої властивості, {\displaystyle g\in A[x]}.
- Якщо A — цілозамкнута область то кільце многочленів {\displaystyle A[x]} теж буде цілозамкнутою областю.

Нехай {\displaystyle f\in Q(x)=\operatorname {Frac} (A[x])} є цілим елементом над {\displaystyle A[x]}. Тоді він очевидно є також цілим над {\displaystyle Q[x]}. Але {\displaystyle Q[x]} є кільцем головних ідеалів і тому цілозамкнутим. Тож {\displaystyle f\in Q[x]}. Залишається довести, що для цілозамкнутої області {\displaystyle A} кільце {\displaystyle A[x]} є цілозамкнутим у {\displaystyle Q[x]}.
Припустимо, що {\displaystyle f\in Q[x]} є цілим елементом над {\displaystyle A[x]} тобто {\displaystyle f^{n}+a_{n-1}(x)f^{n-1}+\cdots +a_{1}(x)f+a_{0}(x)=0}, для деяких {\displaystyle a_{i}(x)\in A[x]}. Нехай {\displaystyle m}— ціле число більше, ніж степінь {\displaystyle f} і всі степені {\displaystyle a_{i}}. Позначимо {\displaystyle f_{1}(x)=f(x)-x^{m}}. Якщо позначити {\displaystyle q(t)=t^{n}+a_{n-1}(x)t^{n-1}+\cdots +a_{1}(x)t+a_{0}(x)}, то {\displaystyle f_{1}} є коренем многочлена {\displaystyle q_{1}(t)=q(t+t^{m})}. Зауважимо що {\displaystyle q_{1}(t)=t^{n}+b_{n-1}(x)t^{n-1}+\cdots +b_{1}(x)t+b_{0}(x)} і {\displaystyle b_{0}(x)=q(x^{m})} має старший коефіцієнт рівний 1. Оскільки {\displaystyle (-f_{1})(f_{1}^{n-1}+b_{n-1}(t)f_{1}^{n-2}+\cdots +b_{1}(x))=b_{0}(x)} і {\displaystyle f_{1}} і {\displaystyle b_{0}} мають старші коефіцієнти 1, то з леми Гауса отримуємо, що коефіцієнти многочлена {\displaystyle f_{1}} належать A і теж саме є правильним для многочлена {\displaystyle f(x)=f_{1}(x)+x^{m}}, що завершує доведення.
- Індуктивна границя цілозамкнутих областей є цілозамкнутою областю.
- Нехай A — цілозамкнута область з полем часток Q і L є нормальним розширенням поля Q з групою Галуа G = G(L/ Q). Нехай також S є цілим замиканням області A в полі L. Тоді

(i) G є групою A-автоморфізмів кільця S.
(ii) Прості ідеали P' and P'' кільця S лежать над спільним простим ідеалом P' кільця R (тобто {\displaystyle P'\cap A=P''\cap A=P}) тоді і тільки тоді, коли існує {\displaystyle \sigma \in G:\;\;\sigma (P')=P''.}
- Теорема про спуск. Нехай A — цілозамкнута область і S — область цілісності, що є цілим розширенням A. Нехай {\displaystyle P_{1}\supset P_{2}\supset \ldots \supset P_{n}} — спадна послідовність простих ідеалів кільця A і P'1 — простий ідеал кільця S, для якого {\displaystyle P'_{1}\cap A=P_{1}}. Тоді існує спадна послідовність {\displaystyle P_{1}'\supset P_{2}'\supset \ldots \supset P_{n}'} простих ідеалів кільця S, для яких {\displaystyle P_{i}'\cap A=P_{i}}.
- Нехай A — цілозамкнута область з полем часток Q і L — скінченне сепарабельне розширення поля Q. Нехай S є цілим замиканням області A в полі L. Тоді існує базис{\displaystyle \{e_{1},e_{2},...,e_{n}\}} поля L над Q, для якого {\displaystyle S\subset \sum _{i=1}^{n}Ae_{i}}. Якщо A є кільцем головних ідеалів, то можна вибрати такий базис щоб в цій формулі виконувалася рівність.

## Нетерова цілозамкнута область
Нехай A є нетеровою областю цілісності. Тоді A є цілозамкнутою, якщо і тільки якщо виконуються умови:
- A є перетином всіх локалізацій {\displaystyle A_{\mathfrak {p}}} за простими ідеалами {\displaystyle {\mathfrak {p}}} висоти 1 і
- локалізації {\displaystyle A_{\mathfrak {p}}} за простими ідеалами {\displaystyle {\mathfrak {p}}} висоти 1 є кільцями дискретного нормування.

Для нетерової локальної області A розмірності один, тоді еквівалентними є твердження:
- A є цілозамкнутою.
- максимальний ідеал of A є головним.
- A є кільце дискретного нормування (еквівалентно A є кільцем Дедекінда.)
- A є регулярним локальним кільцем.

Нетерова область цілісності є кільцем Круля тоді і тільки тоді, коли вона є цілозамкнутою.
Нехай A — нетерова цілозамкнута область з полем часток Q і L — скінченне сепарабельне розширення поля Q. Ціле замиканням області A в полі L є кільцем Нетер.
Якщо A — нетерова цілозамкнута область, а S — нетерова область, що є скінченним розширенням кільця A, то для довільного простого ідеала {\displaystyle {\mathfrak {p}}} кільця A, якщо {\displaystyle {\mathfrak {B}}} — мінімальний простий ідеал кільця S, що містить {\displaystyle {\mathfrak {p}}} тоді {\displaystyle {\mathfrak {B}}\cap A={\mathfrak {p}}.} Зокрема для цього випадку теорема спуску виконується без додаткових умов.
Нехай A — нетерова цілозамкнута область, а S — нетерова область, що є скінченним розширенням кільця A. Тоді для довільного ідеала {\displaystyle {\mathfrak {B}}} кільця S виконується рівність {\displaystyle \operatorname {ht} ({\mathfrak {B}}\cap A)=\operatorname {ht} ({\mathfrak {B}})}, де {\displaystyle \operatorname {ht} } позначає висоту ідеала.

## Нормальні кільця
Нормальним кільцем називається кільце, для якого всі локалізації за простими ідеалами є цілозамкнутими областями. Таке кільце є редукованим, тобто не містить нільпотентних елементів крім 0,. Якщо A є нетеровим кільцем, для якого всі локалізації за максимальними ідеалами є областями цілісності, то A є скінченним добутком областей цілісності. Зокрема, якщо A є нетеровим нормальним кільцем, то воно є скінченним добутком цілозамкнутих областей. Навпаки, скінченний добуток цілозамкнутих областей є нормальним кільцем.
Нехай A — нетерове кільце. Критерій Серра стверджує, що A є нормальним, якщо і тільки якщо воно задовольняє такі умови: для будь-якого простого ідеала {\displaystyle {\mathfrak {p}}},
- (i) якщо {\displaystyle {\mathfrak {p}}} має висоту {\displaystyle \leq 1}, то {\displaystyle A_{\mathfrak {p}}} є регулярним локальним кільцем (тобто, {\displaystyle A_{\mathfrak {p}}} є кільце дискретного нормування.)
- (ii) якщо {\displaystyle {\mathfrak {p}}} має висоту {\displaystyle \geq 2}, то {\displaystyle A_{\mathfrak {p}}} має глибину {\displaystyle \geq 2}.[6]

## Цілком цілозамкнуті області
Нехай A — область і K її поле часток. Елемент {\displaystyle x\in K} називається майже цілим над A  якщо підкільце A[x] кільця K породжене A і x є дробовим ідеалом кільця A; тобто, якщо існує {\displaystyle d\neq 0}, для якого {\displaystyle dx^{n}\in A} для всіх {\displaystyle n\geq 0}. Область A називається цілком цілозамкнутою якщо всі майже цілі елементи поля K належать A. Цілком цілозамкнута область є цілозамкнутою. Навпаки, нетерова цілозамкнута область є цілком цілозамкнутою.
Припустимо, що область A є цілком цілозамкнутою. Тоді кільце формальних степеневих рядів {\displaystyle A[[X]]} є цілком цілозамкнутим. Аналог цього твердження для цілозамкнутих областей є невірним: якщо R є кільцем нормування висоти не менше 2 (це кільце є цілозамкнутим), то {\displaystyle R[[X]]} не є цілозамкнутим
Нехай L — розширення поля K. Тоді ціле замикання кільця A в L є цілком цілозамкнутим.
Область цілісності є цілком цілозамкнутою, якщо і тільки якщо моноїд дивізорів A є групою.
Локалізація цілком цілозамкнутого кільця може не бути цілком цілозамкнутою.